# Ranca Bungur (plaats)
Ranca Bungur is een bestuurslaag in het regentschap Bogor van de provincie West-Java, Indonesië. Ranca Bungur telt 9144 inwoners (volkstelling 2010).